# Pellenes perexcultus
Pellenes perexcultus là một loài nhện trong họ Salticidae.
Loài này thuộc chi Pellenes. Pellenes perexcultus được Clark & Pierre L miêu tả năm 1977. G. Benoit.